# Aljaksandr Hlawazki
Aljaksandr Hlawazki (belarussisch Аляксандр Главацкі, engl. Transkription Aliaksandr Hlavatski, auch russisch Александр Главацкий – Alexander Glawazki – Aleksandr Glavatskiy; * 2. Mai 1970 in Salihorsk) ist ein ehemaliger belarussischer Weit- und Dreispringer.
Im Weitsprung wurde er Siebter bei den Leichtathletik-Weltmeisterschaften 1993 in Stuttgart. Nachdem er bei den Weltmeisterschaften 1995 in der Qualifikation ausgeschieden war, folgten ein siebter Platz bei den Olympischen Spielen 1996 in Atlanta und ein sechster bei den Weltmeisterschaften 1997 in Athen.
Nachdem er bei den Leichtathletik-Europameisterschaften 1998 in Budapest Vierter im Dreisprung geworden war, wechselte er endgültig zu dieser Disziplin. Bei den Leichtathletik-Hallenweltmeisterschaften 2001 in Lissabon wurde er Achter, scheiterte jedoch im selben Jahr bei den Weltmeisterschaften in Edmonton in der Qualifikation. 2002 gewann er Bronze bei den Halleneuropameisterschaften in Wien und wurde Sechster bei den Europameisterschaften in München.
Bei den Weltmeisterschaften 2003 in Paris/Saint-Denis wurde er Elfter, bei den Olympischen Spielen 2004 schied er in der Qualifikation aus.

## Persönliche Bestleistungen
- Weitsprung: 8,33 m, 7. August 1996, Sestriere
  - Halle: 8,10 m, 5. Januar 1994, Homel
- Dreisprung: 17,53 m, 12. August 1998, Zürich
  - Halle: 17,19 m, 9. Februar 2003, Gent